# Angelo Dell’Acqua
Angelo Dell’Acqua (ur. 9 grudnia 1903 w Mediolanie, zm. 27 sierpnia 1972 w Lourdes) – kardynał Kościoła rzymskokatolickiego.
Brał udział w pracach Soboru Watykańskiego II w latach 1962-1965. Papież Paweł VI podniósł go do godności kardynalskiej na konsystorzu w dniu 26 czerwca 1967 r. W latach 1968–1972 pełnił urząd wikariusza generalnego Rzymu.
Zmarł niespodziewanie na atak serca, wchodząc do bazyliki Różańca w Lourdes, w wieku 68 lat.